# Białęgi (jezioro)
Jezioro Białęgi – jezioro w Polsce, położone w województwie zachodniopomorskim, w powiecie gryfińskim, w gminie Trzcińsko-Zdrój, na północny wschód od wsi Białęgi. Wchodzi w skład Pojezierza Myśliborskiego. Jezioro o kształcie oczka polodowcowego. Połączone jest z jeziorem Narost rzeką Słubią, która bierze tu swoje źródło.